# BSG Stahl Brandenburg (1998)
Die BSG Stahl Brandenburg (offiziell: Ballspielgemeinschaft Stahl Brandenburg e. V.) ist ein Sportverein aus Brandenburg an der Havel.

## Geschichte

### Vorgeschichte
Am 20. November 1950 wurde die Betriebssportgemeinschaft BSG Stahl Brandenburg gegründet. Trägerbetrieb war das örtliche Stahl- und Walzwerk. Zwischen 1984 und 1991 spielte die BSG Stahl in der DDR-Oberliga sowie in der Saison 1990/91 in der Oberliga Nordost. In der Saison 1986/87 erreichten die Brandenburger das Halbfinale im FDGB-Pokal und nahm in der gleichen Saison am UEFA-Pokal teil, wo die Brandenburger in der zweiten Runde am späteren Cup-Gewinner IFK Göteborg scheiterten. Nach der politischen Wende in der DDR wurde die Betriebssportgemeinschaft im Jahre 1990 in die SG Stahl Brandenburg überführt. Im Sommer 1990 trennten sich die Sektionen Fußball und Handball ab und gründeten den BSV Stahl Brandenburg. Unter diesem Namen qualifizierten sich die Brandenburger 1991 für die 2. Bundesliga, aus der sie jedoch prompt absteigen mussten.
Im Januar 1993 wurde das Wort Stahl aus dem Vereinsnamen gestrichen, nachdem sich das in Auflösung befindliche Stahlwerk als Unterstützer und bisheriger Trägerbetrieb zurückgezogen hatte. Zeitgleich wurde das Vereinswappen komplett geändert. Bei der Form des Wappens orientierte man sich am Doppelschildwappen der Stadt Brandenburg. Außerdem wurden die offiziellen Vereinsfarben an die Farben der Stadt blau-weiß-grün angepasst. In der Saison 1994/95 spielte der BSV in der neu gegründeten Regionalliga, aus der man jedoch sofort abstieg. Ein Jahr später wurde die Mannschaft bis in die damals fünftklassige Verbandsliga durchgereicht, als auch in der Oberliga der Klassenerhalt nicht gelang.

### Neugründung als FC Stahl

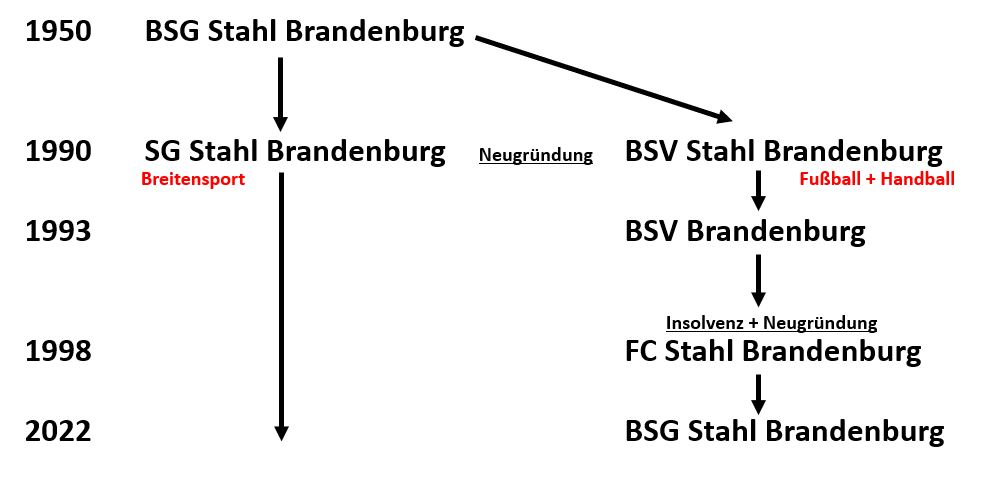
Genese der BSG Stahl Brandenburg von 1950 bis 2022

Im Jahre 1998 musste der BSV Insolvenz anmelden und wurde aufgelöst. Währenddessen wurde der FC Stahl Brandenburg gegründet, der sich als direkter Nachfolgeverein des BSV versteht. Als Vereinswappen diente fortan wieder eine stilisierte Version des alten Wappens der BSG bzw. des BSV Stahl Brandenburg. Die offiziellen Vereinsfarben sind seit der Neugründung wieder blau-weiß. Im Frühjahr 2022 wurde durch die Mitgliederversammlung die Umbenennung in BSG Stahl Brandenburg zum 1. Juli 2022 beschlossen. BSG steht nunmehr für Ballspielgemeinschaft.

### Namenshistorie
- 20. November 1950 – 30. Juni 1990  BSG Stahl Brandenburg
- 1. Juli 1990 – 7. Januar 1993  BSV Stahl Brandenburg
- 8. Januar 1993 – 30. Juni 1998  BSV Brandenburg (Auflösung nach Konkurs)
- 1. Juli 1998 – 30. Juni 2022  FC Stahl Brandenburg
- seit 1. Juli 2022 BSG Stahl Brandenburg

### Wappenhistorie

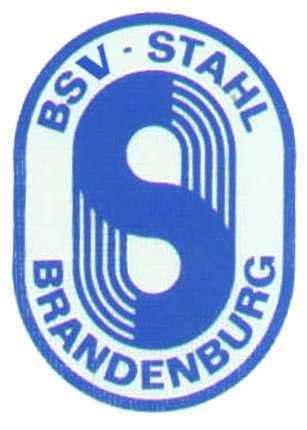

## Frauenfußball

### Geschichte
Der Verein stellte erstmals im Jahre 2009 eine Frauenmannschaft, die in der Kreisliga an den Start ging. Im Jahre 2014 gelang der Aufstieg in die Landesliga. Drei Jahre später sicherte sich die Mannschaft erstmals die Landesmeisterschaft durch einen 5:0-Sieg im Derby gegen den Lokalrivalen FC Borussia Brandenburg. Da der Verein damals eine Spielgemeinschaft mit dem 1. FFC Brandenburg bildete, durfte die Mannschaft nicht an der Relegation zur drittklassige Regionalliga Nordost teilnehmen. Der Nordostdeutsche Fußballverband hatte zuvor eine Regelung gekippt, nachdem auch Spielgemeinschaften hätten aufsteigen können. Am Saisonende wurde die Spielgemeinschaft gelöst.
Nunmehr als FC Stahl firmierend blieb die Mannschaft in der Spitzengruppe der Landesliga und sicherte sich im Jahre 2022 erneut die Meisterschaft. Allerdings verzichtete der Verein auf einen möglichen Aufstieg in die Regionalliga Nordost. Gleichzeitig sicherten sich die Brandenburgerinnen erstmals den Titel des brandenburgischen Pokalsiegers. Im Endspiel setzten sich die Stahl-Frauen im Elfmeterschießen gegen den SV Grün-Weiß Brieselang durch und qualifizierten sich für den DFB-Pokal. Hier unterlag die Mannschaft in der ersten Runde dem Regionalligisten FC Viktoria 1889 Berlin mit 0:7. Im Brandenburger Pokalfinale 2023 traf Stahl abermals auf Brieselang und unterlag diesmal mit 0:1 nach Verlängerung. Ein Jahr später gewannen die Brandenburgerinnen den Landespokal durch einen 2:1-Sieg nach Verlängerung gegen den FSV Babelsberg 74. In der ersten Runde des DFB-Pokals 2024/25 unterlag die Mannschaft dem Kieler MTV mit 1:5.

### Erfolge
- Teilnahme am DFB-Pokal: 2022/23, 2024/25
- Landespokalsieger: 2022, 2024
- Meister der Landesliga Brandenburg: 2017, 2022

## Männerfußball

### Geschichte
Der neu gegründete Verein übernahm das Spielrecht des BSV in der Verbandsliga Brandenburg. 1999 stieg der Ortsrivale BSC Süd 05 in die zu diesem Zeitpunkt viertklassige Oberliga Nordost auf und der FC Stahl war nur noch die Nummer zwei in der Stadt. Im Jahre 2002 sollten beide Vereine fusionieren, doch aufgrund großer Fanproteste und dadurch zurückgezogener Sponsoren wurde diese Idee nicht umgesetzt. Nach der Spielzeit 2004/05 in der zu diesem Zeitpunkt fünftklassigen Brandenburg-Liga war Stahl vorübergehend wieder bester Verein der Stadt, da die Mannschaft sich vor dem BSC Süd 05 platzierte, der im Vorjahr aus der Oberliga abgestiegen war. Im nächsten Jahr stieg der FC jedoch in die Landesliga ab, während der BSC Süd 05 die Liga halten konnte. Im Mai 2007 wurden wiederum Bestrebungen lokaler Politiker bekannt, dass aus dem FC Stahl und seinem Lokalrivalen ein neuer Verein hervorgehen sollte. Mitglieder des FC Stahl gaben dem im Juli 2007 neu gewählten Vorstand den Auftrag, den FC Stahl als eigenständigen Verein zu erhalten.
Im November 2007 stimmte die Stadtspitze einem vom Vorstand vorgelegten Entschuldungskonzept zu. Nach drei Jahren in der Landesliga gelang dem FC Stahl am 27. Juni 2009 durch einen 6:2-Heimsieg gegen den RSV Waltersdorf 09 aus der Landesliga Süd in der Relegation die Rückkehr in die Brandenburg-Liga. Dort kämpfte die Mannschaft stets gegen den Abstieg. In der Saison 2013/14 verblieb der FC Stahl nur dank des Rückzugs der SG Blau-Gelb Laubsdorf in der Liga. Vier Jahre später stiegen die Brandenburger als Vorletzter wieder in die Landesliga ab, wo die BSG Stahl bis heute spielt.
Seit der Saison 2022/23 spielt der Verein wieder unter dem Namen BSG Stahl Brandenburg. Im September 2022 kam es nach 13 Jahren erstmals wieder zum Stadtderby gegen den höherklassigen BSC Süd 05. In der Landespokal-Begegnung sahen über 2200 Zuschauer einen 2:0-Heimsieg der BSG Stahl, die damit in das Achtelfinale einzog und dort dem Ludwigsfelder FC mit 1:5 unterlag. Am Saisonende wurde der Aufstieg in die Brandenburg-Liga mit einem Punkt Rückstand auf Fortuna Babelsberg knapp verpasst. Ein Jahr später wurde die Mannschaft mit zwei Punkten Rückstand auf den SV Altlüdersdorf erneut Vizemeister, bevor sich die BSG Stahl 2025 vorzeitig die Meisterschaft sichern konnte und in die Brandenburg-Liga zurückkehrte.

### Erfolge
- Teilnahme Brandenburg-Liga: 1998–2006, 2009–2018, 2025–

## Stadion
Spielstätte der BSG Stahl ist das im Jahre 1955 eröffnete Stadion am Quenz, welches auch als Stahlstadion bekannt ist. Der Stadionname ist vom Quenzsee abgeleitet. Das Stadion am Quenz bietet Platz für bis zu 15.500 Zuschauer.
Ausweichplatz ist ein Nebenplatz (Platz 2) des Stadions.

## Persönlichkeiten
- Winfried Kräuter
- Hans-Joachim Lauck
- Saskia Lehnert
- Andreas Lindner
- Eckart Märzke
- Ingo Nachtigall
- Ingolf Pfahl
- Matthias Rudolph
- Uwe Schulz
- Kiyan Soltanpour
- Detlef Zimmer